# 금잔디
금잔디는 벼과 잔디속의 여러해살이풀로 학명은 Zoysia matrella (L.) Merr이다. 
일반명은 금잔디이나 이명인 고려지로도 사용되며 일명 'コウライシバ'(고우라이시바)과 영명은 'Manilagrass' 로 부른다.

## 분포
분포지역은 필리핀을 비릇한 아시아지역을 중심으로 한국, 중국남부, 일본 류큐제도,호주남부 지역에 주로 분포한다.
한국에서는 서해안을 중심으로 도서 전역에 분포하며 최근 기후변화의 영향으로 이용성이 확대되고 있으며 산간내륙을 제외한 평야지대에서 생육하는것으로 알려져 있다.

## 특징
뿌리줄기가 옆으로 뻗고, 잎은 길이 2.8~16.5cm까지 자라고 엽폭은 1.1~2.6mm로섬세하고 밀도가 높아 뗏장 형성 능력이 우수하고 중부이북 지방을 제외한  대부분의 평야 지대와 해안지역에서 생육이 가능하다.
한국에서는 민간 육종회사인 잔디과학연구소와 제주대학교, 단국대학교 및 산림바이오소재연구소를 중심으로 Zoysia matrella 종에대한 육종이 이루어지고 있으나 잔디과학연구소의 신품종 'M45' 가 농림신기술로 인증받아 양산되고 있어 상업화 되었으며  활발한 연구가 이루어지고 있다.  금잔디는 엽폭이 좁고 질감이 우수하며 밀도가 좋아 답압에 견디는 특징이 있다.
미국에서도 한국과 일본등 아시아로 부터 도입된 Zoysia grass를 1951년에 Meyer zoysiagrass의 첫 번째 상업적 생산자가 된 메릴랜드 주 풀 스빌의 Summit Hall Turf Farm ( Anonymous, 1992 )과 1955 년에 Meyer를 재배하기 시작한 Winrock  Grass Farm은 큰 역할을 했고 오늘날 미국의 125개 이상의 잔디농장 1,500ha에서 조이시아 그라스를 생산하고 있다.
금잔디의 잎 너비는 1.2mm, 종자 길이는 3.14mm, 폭은 1.04mm이다.
- 이 문서에는 다음커뮤니케이션(현 카카오)에서 GFDL 또는 CC-SA 라이선스로 배포한 글로벌 세계대백과사전의 내용을 기초로 작성된 글이 포함되어 있습니다.